# 失蹤 (電影)
《失蹤》是一齣2019年香港懸疑片，由趙羅尼執導、伍健雄監製，彭志海和趙羅尼編劇，鍾欣潼、凌文龍、余安安、顧美華和高翰文主演。本片改编自網絡作家孔明於2016年推出的小說《失蹤》。

## 故事簡介
2005年，因一位名为丁利華的休班警於西貢失蹤，从而引发的一連串事件。

## 角色介紹
- 鍾欣潼飾薛芷盈：父親失蹤後堅持找出其失蹤真相。父親失蹤當天本相約行山，但因另有約會而未有同行。

- 凌文龍飾麥子清：照顧母親及工作雙重壓力下精神出現問題。

- 余安安飾盈媽：薛芷盈母親，丈夫失蹤兩年後，斷然決定不再找尋，但求女兒可以從鬱結中走出來，重過正常生活。

- 高翰文飾薛利華：薛芷盈父親，退休警司，七年前一個人行山時失蹤。

- 賈曉晨飾程若藍：警察。薛利華乃其恩師，薛失蹤當日曾致電但未有接聽。（陳庭欣聲演）

- 顧美華飾麥太：麥子清母親，患腦退化。

- 梁祖堯飾何尚言：行山用品店店主，薛利華失蹤七年後，稱在結界內拾到薛利華的警員証。

## 獎項及提名
| 颁奖典礼                    | 奖项               | 姓名   | 结果 |
| --------------------------- | ------------------ | ------ | ---- |
| 第3屆MOVIE6全民票選電影大獎 | 全民票選最佳新導演 | 趙羅尼 | 提名 |

## 外部連結
- 香港影庫上《失蹤》的資料（繁體中文）
- 豆瓣电影上《失蹤》的資料 （简体中文）
- 互联网电影数据库（IMDb）上《失蹤》的资料（英文）